# 基陶尔
基陶尔（Kithaur），是印度北方邦Meerut县的一个城镇。总人口23510（2001年）。

## 人口
该地2001年总人口23510人，其中男性12309人，女性11201人；0—6岁人口4956人，其中男2585人，女2371人；识字率42.29%，其中男性为51.65%，女性为32.01%。